# María Flora Yáñez
María Flora Yáñez Bianchi (1898-1982) fue una escritora chilena que cultivó los géneros de la novela y cuento, galardonada con el Premio Gabriela Mistral y el Premio Atenea de la Universidad de Concepción en 1947.

## Primeros años de vida
Su padre fue el político chileno y fundador de La Nación Eliodoro Yáñez Ponce de León, y su madre Rosalía Bianchi Tupper. Se casó con José Rafael Echeverría Larraín y sus hijos fueron los también escritores Alfonso Echevarría (1922-1969) y Mónica Echeverría (1920-2020), y José Rafael Echeverría Yáñez. Fue hermana del también escritor Álvaro Yáñez Bianchi, conocido como Juan Emar.

## Vida artística
Su trabajo literario se enmarca en la tendencia existente en la literatura femenina de su época, «que se adscribe a la forma autobiográfica y personal» entre las que se encuentran las obras de Marta Brunet (1901), María Luisa Bombal (1910) y María Carolina Geel (1911). Es incluida dentro de un grupo de literatas adscritas a la «Escuela subjetivista» presente no solo en la literatura femenina chilena, sino que además, en la novela contemporánea escrita por mujeres.
Algunos de sus textos como Espejo sin imagen (1936), Icha (1945), Aguas oscuras (1945), Juan Estrella (1954) y Gertrudis (1954) son catalogados como una especie de «Autobiografías noveladas en primera persona». Respecto a una de sus primeras publicaciones, El abrazo de la tierra (1933), Lucía Guerra Cunningham la incluye dentro de aquellos textos referentes a los Movimiento de Liberación de las Mujeres, debido a que trata al matrimonio como sinónimo de «mortal hastío», un sacramento que a principios del siglo XX se asociaba a la ideología conservadora de la sociedad chilena.
Colaboró además en varias revistas y periódicos, entre ellos El Mercurio, El Diario Ilustrado y Atenea.

## Obras
- El abrazo de la tierra (1933).
- Mundo en sombra (1935).
- Espejo sin imagen (novela, 1936).
- Visiones de infancia (1947).
- Las cenizas (novela, 1949).
- La piedra (novela, 1952).
- El estanque (cuentos, Ediciones La Semana Literaria, 1945 y 1954).
- Visiones de infancia (1960).
- ¿Dónde está el trigo y el vino? (1962).
- Otra comarca (1963).
- El último faro (1967).
- Juan Estrella (1970).
- El peldaño (1974).
- Historia de mi vida: fragmentos (Nascimento, 1980).